# Phytomyza columbiana
Phytomyza columbiana este o specie de muște din genul Phytomyza, familia Agromyzidae, descrisă de Griffiths în anul 1977. Conform Catalogue of Life specia Phytomyza columbiana nu are subspecii cunoscute.